# Weinbaumuseum Chur

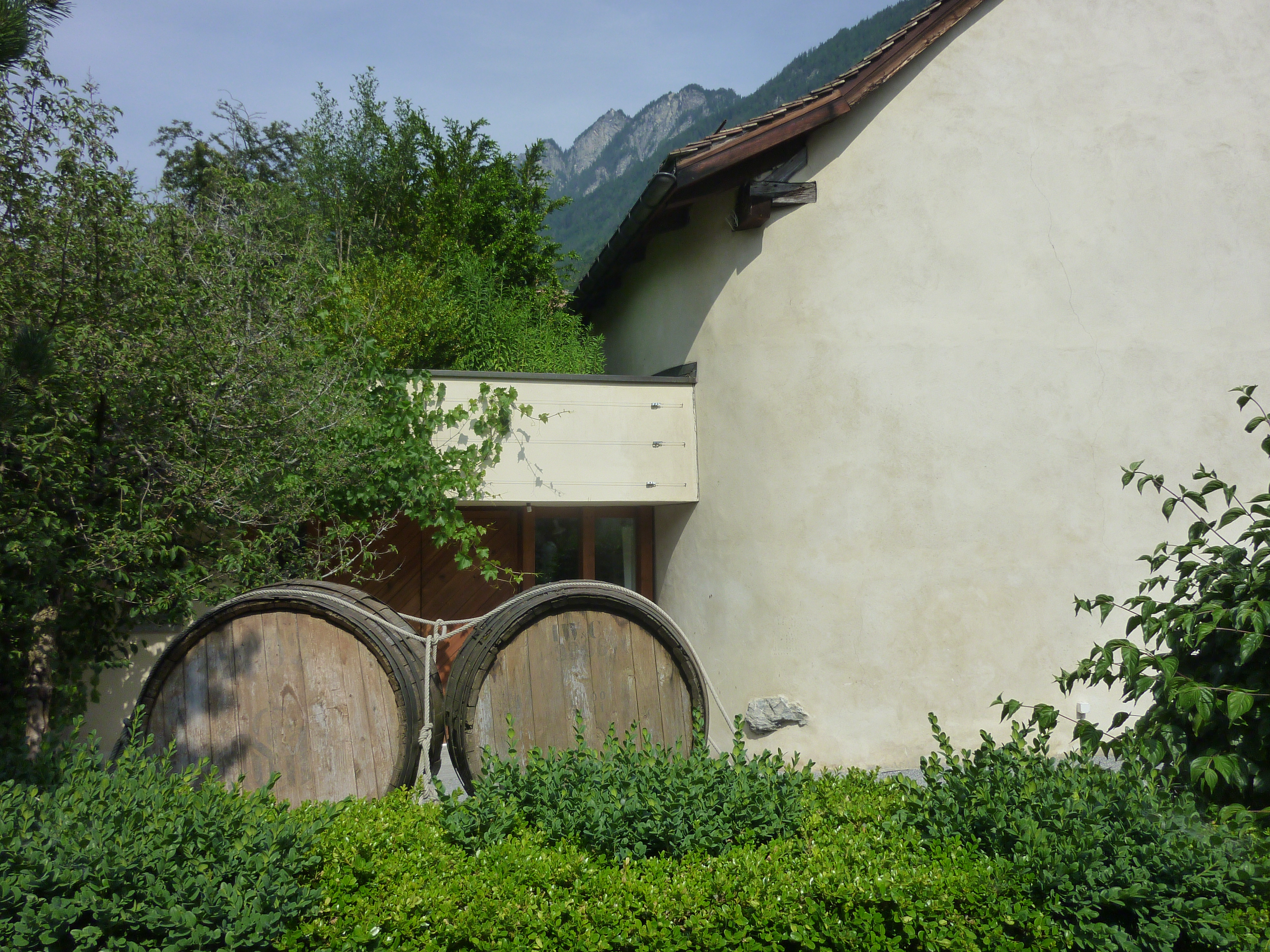
Museum

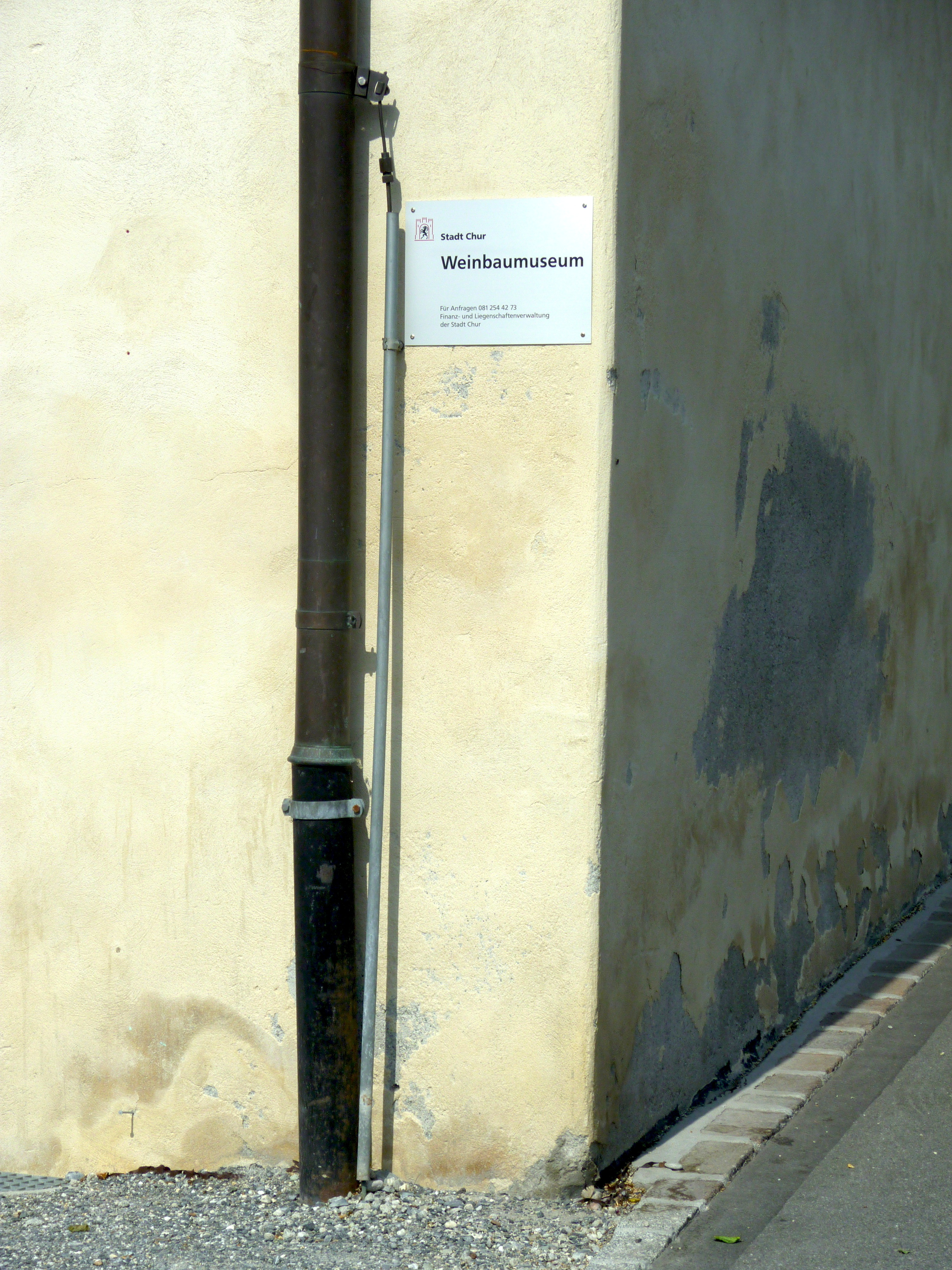
Hausecke

Das Weinbaumuseum Chur befindet sich in der Bündner Kantonshauptstadt Chur in der Neubruchstrasse 31 in einem 1604 errichteten Torkel. Es beherbergt die mit 14,5 Meter Länge grösste Weinpresse im Ostschweizer Raum. Sie war bis 1962 in diesem Haus in Betrieb und ist seit 1982, dem Gründungsjahr des Museums, dessen zentrales Exponat. 	
Seit 1971 ist das Haus im Besitz der Stadt Chur. 1985–1987 wurde der Torkel saniert und von einer gegründeten Genossenschaft als Weinbaumuseum eingerichtet. Eine Dauerausstellung erklärt anhand des Jahresablaufs eines Winzers die Produktion des Weins von der Aufzucht der Reben bis zum gegärten Saft.  In den Räumen des Museums können Anlässe aller Art durchgeführt werden.